# Tadeusz Ross

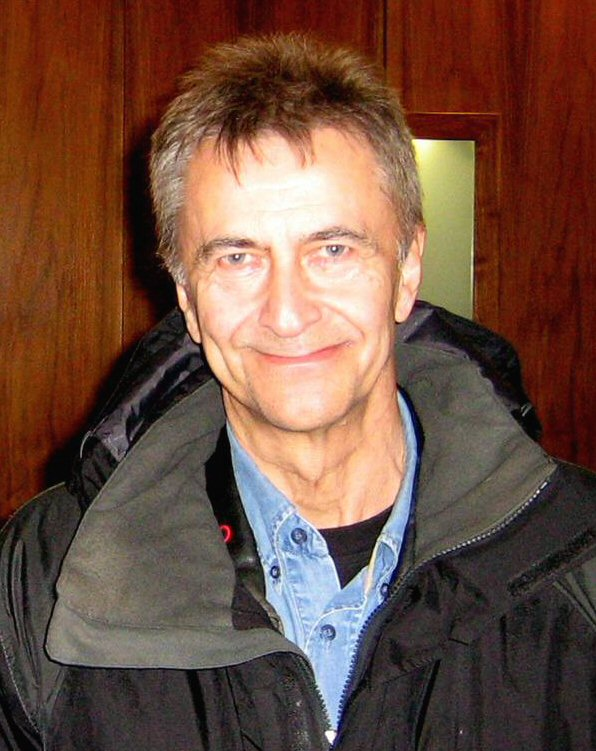
Tadeusz Ross (2007)

Tadeusz Edward Ross (* 14. März 1938 in Warschau, Polen; †  14. Dezember 2021) war ein polnischer Schauspieler und Politiker der Platforma Obywatelska (Bürgerplattform).

## Leben
1959 beendete er sein Studium an der Staatlichen Theaterhochschule Warschau. Anschließend spielte er vor allem im Theater Komedia und Syrena in Warschau.
Bei den vorgezogenen Parlamentswahlen 2007 trat Ross im Wahlkreis 19 Warschau an und konnte mit 2.712 Stimmen ein Mandat für den Sejm der VI. Wahlperiode erringen. Bei den Europawahlen 2009 trat er ebenfalls an, konnte aber mit 13.027 Stimmen nicht in das Europaparlament einziehen. Am 17. Dezember 2013 gelang ihm jedoch der nachträgliche Einzug in das Europaparlament, als zwei Abgeordnete ihre Mandate niederlegten, da sie als Minister in die Regierung von Donald Tusk berufen wurden.

## Filmografie
Als Schauspieler war Tadeusz Ross bei folgenden Filmen zu sehen:
- 1956: Kanał
- 1965: Podziemny Front
- 1967: Opowieści niezwykłe
- 1970: Pejzaż z bohaterem
- 1971: Milion za Laurę
- 1997–2010: Klan
- 2000: Graczykowie
- 2004–2008: Daleko od Noszy
- 2007: Niania

Für einige Folgen der Fernsehkomödie Miodowe lata schrieb er Drehbücher und Dialoge.